# Gwinner (Dakota del Norte)
Gwinner es una ciudad ubicada en el condado de Sargent en el estado estadounidense de Dakota del Norte. En el censo de 2010 tenía una población de 753 habitantes y una densidad poblacional de 139,58 personas por km².

## Geografía
Gwinner se encuentra ubicada en las coordenadas 46°13′51″N 97°39′23″O / 46.23083, -97.65639. Según la Oficina del Censo de los Estados Unidos, Gwinner tiene una superficie total de 5.39 km², de la cual 5.39 km² corresponden a tierra firme y (0%) 0 km² es agua.

## Demografía
Según el censo de 2010, había 753 personas residiendo en Gwinner. La densidad de población era de 139,58 hab./km². De los 753 habitantes, Gwinner estaba compuesto por el 97.34% blancos, el 0% eran afroamericanos, el 0.8% eran amerindios, el 0.53% eran asiáticos, el 0% eran isleños del Pacífico, el 0.8% eran de otras razas y el 0.53% pertenecían a dos o más razas. Del total de la población el 1.99% eran hispanos o latinos de cualquier raza.